# Męska gra
Męska gra (oryg. Any Given Sunday) – amerykański film fabularny z 1999 roku w reżyserii Olivera Stone’a. Film opowiada o perypetiach doświadczonego trenera Tony’ego D’Amato.

## Obsada
| Rola                | Aktor          |
| ------------------- | -------------- |
| Tony D’Amato        | Al Pacino      |
| Christina Pagniacci | Cameron Diaz   |
| Jack „Cap” Rooney   | Dennis Quaid   |
| dr. Harvey Mandrake | James Woods    |
| Willie Beamen       | Jamie Foxx     |
| Julian Washington   | LL Cool J      |
| dr. Ollie Powers    | Matthew Modine |
| Cindy Rooney        | Lauren Holly   |
| Margaret Pagniacci  | Ann-Margret    |
| Nick Crozier        | Aaron Eckhart  |